# بي-بوب هاي سكول
بي-بوب هاي سكول (باليابانية: ビー・バップ・ハイスクール) مانغا يابانية من تأليف ورسم كازوهيرو كيوتشي. نشرت في مجلة يونغ الأسبوعية للفترة 1983 حتى 2003. اقتبست إلى سلسلة أفلام حية ولعبة فيديو وحلقات أنمي أوفا.

## القصة
تدور القصة حول يوميات اثنان من طلبة الثانوية الجانحين والمتمردين، هيروشي كاتو و تورو ناكاما، دائماً يسببون المشاكل والمعارك.

## الاقتباسات

### أفلام حركة حية
اقتبست المانغا إلى سبعة أفلام حركة حية.
بي-بوب هاي سكول (1985-12-14)
بي-بوب هاي سكول: يوتارو ليمنتيشن (1986-08-09)
بي-بوب هاي سكول: يوتارو مارتش (1987-03-21)
بي-بوب هاي سكول: كوكو يوتارو كوسو-كيوكو (1987-12-12)
بي-بوب هاي سكول: كوكو يوتارو اندو (1988-08-06)
بي-بوب هاي سكول: كوكو يوتارو كانكيتسو-هين (1988-12-17)

### لعبة فيديو
في عام 1988 اقتبست المانغا إلى لعبة فيديو بأسم بي-بوب هاي سكول: كوكوسيه غوكيروكا دينسيتسو (باليابانية: ビーバップハイスクール高校生極楽伝説) من شركة داتا إيست على جهاز نينتندو نينتندو إنترتينمنت سيستم.

### أوفا
اقتبست المانغا إلى سبع حلقات أنمي أوفا للفترة 1990 حتى 1998.